# ميدالية إي بي ويلسون

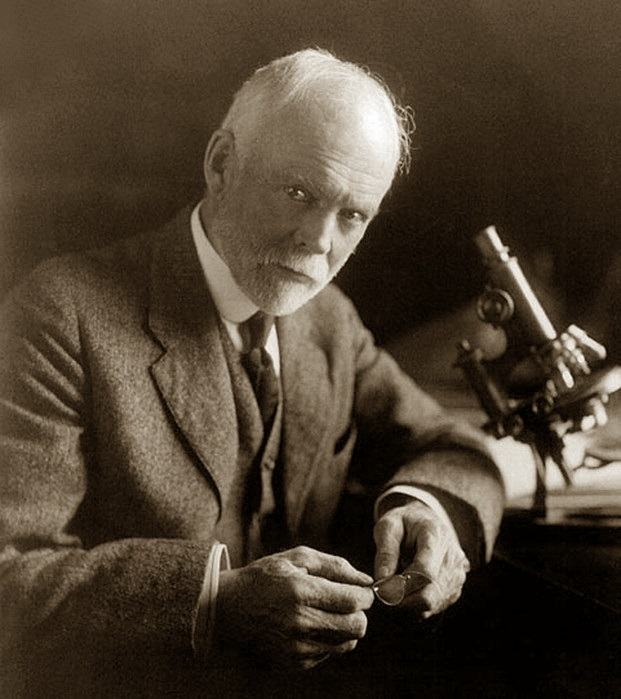
ادموند بيتشر ويلسون

ميدالية إي بي ويلسون E.B.Wilson Medal هي عبارة عن جائزة تقدمها الجمعية الأمريكية لبيولوجيا الخليةAmerican Society for Cell Biology ، وهي جائزة تقدم سنوياً من خلال الاجتماع السنوي للجمعية، والجائزة مسماه علي اسم العالم ادموند بيتشر ويلسون (1856م- 1981م) Edmund Beecher Wilson وهي تقدم للأعمال المتميزة والعميقة في مجال بيولوجيا الخلية. وقد تم تأسيس الجائزة عام 1981م.

## الفائزون بميدالية ويلسون.[4]
•	1981 دانييل مازيا، جورج بالادي وكيث بورتر
•	1982 تشارلز يبلوند وألكس B نوفيكوف
•	1983 جوزيف غال وهيو هكسلي
•	1984 هاري النسر وثيودور بوك
•	1985 هيوسون سويفت
•	1986 غونتر بلوبل وديفيد ساباتيني
•	1987 مارلين فاركوهار
•	1988 إليزابيث هاي
•	1989 كريستيان دي دوف
•	1990 موريس كارنوفسكي
•	1991 س. جوناثان سينجر
•	1992 شينيا إينو
•	1993 هانز ريس
•	1994 باربرا جيبونز وإيان R. جيبونز
•	1995 بروس نيكلاس
•	1996 دونالد د. براون
•	1997 جون سي جيرهارت
•	1998 جيمس E. دارنيل وشيلدون بنمان
•	1999 إدوين تايلور
•	2000 والتر نيوبرت  [ دي ] و غوتفريد كاتس
•	2001 إليزابيث بلاكبيرن
•	2002 أفرام هيرشكو والكسندر فارشافسكي
•	2003 مارك كيرشنر
•	2004 توماس دي بولارد
•	2005 جوان أ. ستيتز
•	2006 جويل روزنباوم
•	2007 ريتشارد O. هاينز وزينا ويرب
•	2008 مارتن تشالفي وروجر تسين
•	2009 بيتر والتر
•	2010 ستيورات كورنفيلد، جيمس روثمان، وراندي شيكمان
•	2011 جاري بوريسي، ج.ريتشارد ماكنتوش، وجيمس سبوديتش
•	2012 سوزان ليندكويست
•	2013 جون ر. برينجل
•	2014 وليام R. برينكلي، جون E. هيوسير وبيتر ساتير
•	2015 إيلين في فوكس
•	2016 مينا بيسيل
•	2017 فرانز-أولريخ هارتل وآرثر HORWICH
•	2018 باربرا جي ماير
•	2019 بيتر إن ديفريوتس
•	2020 جينيفر ليبينكوت شوارتز
| تاريخ التأسيس | 1981م                              |
| ------------- | ---------------------------------- |
| الجهة المانحة | الجمعية الأمريكية لبيولوجيا الخلية |
| دورة الجائزة  | سنوية                              |
| مجال الجائزة  | بيولوجيا الخلية                    |